# Reginald Baker
Reginald Leslie "Snowy" Baker (Surry Hills, Sydney, Nova Gal·les del Sud, 8 de febrer de 1884 – Hollywood, Los Angeles, Califòrnia, 2 de desembre de 1953) va ser un esportista, promotor esportiu i actor australià que va competir a principis del segle xx.
Baker destacà en nombrosos esports, guanyant els campionats de Nova Gal·les del Sud de natació i boxa mentre era juvenil. Va jugar a rugbi a 15 amb l'Eastern Suburbs, diversos partits amb Nova Gal·les del Sud contra Queensland, i el 1904 representà Austràlia en dos partits contra el Regne Unit. El 1908, en representació d'Australàsia, va prendre part en els Jocs Olímpics de Londres, on guanyà la medalla de plata de la categoria del pes mitjà del programa de boxa, en perdre la final contra Johnny Douglas. A banda també disputà proves del programa de salts i natació. També destacà en equitació, waterpolo, atletisme, rem i criquet.
Baker es retirà de la competició després d'haver estat ferit en un accident automobilístic, i es va involucrar en la promoció de la boxa, portant alguns del millors lluitadors d'Amèrica del Nord i Europa a Austràlia. Durant aquest temps va començar a actuar en diverses pel·lícules mudes on demostrava el seu domini en l'hípica, com ara The Enemy Within, The Man from Kangaroo i The Shadow of Lightning Ridge. El 1920, Baker va deixar Austràlia per instal·lar-se als Estats Units, on es va fer conegut com a empresari i entrenador de stunt. Va morir el 1953 a Los Angeles, Califòrnia.

## Filmografia
- The Enemy Within (1918)
- The Lure of the Bush (1918)
- The Man from Kangaroo (1920)
- The Shadow of Lightning Ridge (1920)
- The Jackeroo of Coolabong (1920) també titulada The Fighting Breed
- Sleeping Acres (1921)
- Pals (1923)[5]
- His Last Race (1923)
- The White Panther (1924)
- Empire Builders (1924)
- The Sword of Valor (1924)
- Fighter's Paradise (1924)
- Big City (1937)
- The Kid From Texas (1939)